# Richard Elliot
Richard Elliot, (Glasgow, 1960. január 16. –) Grammy-díjra jelölt amerikai szaxofonos.

## Pályafutása
Bár Elliot a Skót-Felföldön született, de háromévesen Los Angelesbe, Kaliforniába költöztek. Lenyűgözte a Rhythm and blues zene.
Elliot egy dzsesssz-rock együttes, a KittyHawk tagjaként kezdte, lyricont, vagyis fúvós szintetizátort és szaxofont használt, és több albumot is rögzített velük. Ezután tagja lett a Tower of Power funk zenekarnak, ahol öt évig tenorszaxofonozott. Yellowjackets tagjaként is szerepelt. Dolgozott Stacy Lattisaw 1986-os „Take Me All the Way” című albumán.
Szólista karrierje akkor indult be, amikor újra elkészítette a Percy Sledge klasszikusát, a „When a Man Loves a Woman”-t − amelyet Michael Bolton is átdolgozott.
További jól ismert dalok közé tartozik az „In the Groove”, a „Take Your Time”, a „Crush”, a „Chill Factor”, a „Corner Pocket” és a „Sly”, valamint olyan klasszikus popdalok feldolgozása, mint az „I'm Not in Love”, valamint Luther Vandross „Here and Now” és a „Your Secret Love” című slágerei.
Elliot a szaxofonos Paul Taylorral és Gerald Albrighttal, valamint Jeff Lorber billentyűssel részt vett a „Grooving for Grover” című  koncertsorozatban. A sorozat a néhai Grover Washington, Jr. örökségét tisztelte meg.
2005-ben Elliot összeállt Rick Braun trombitással, és megalapították saját kiadójukat, az Artistry Music-ot. Elliot a Yellowjackets Mirage a Trois 1983-án albuma számos dalában benne volt.
Elliot zebracsíkos, vagy kockás tenorszaxofonjáról is ismert.

## Albumok
- Initial Approach (1984)
- Trolltown (1986)
- The Power of Suggestion (1988)
- Take to the Skies (1989)
- What's Inside (1990)
- On the Town (1991)
- Soul Embrace (1993)
- After Dark (1994)
- City Speak (1996)
- Jumpin' Off (1997)
- Chill Factor (1999)
- Crush (2001)
- Ricochet (2003)
- Metro Blue (2005)
- R n R (k.m.: Rick Braun) (2007)
- Rock Steady (2009)
- In the Zone (2011)
- Lip Service (2014)
- Summer Madness (2016)
- Authentic Life (2021)